# نبرد فخ
قیام صاحب فخ، قیامی است که در نتیجهٔ آن در روز ۸ ذی‌الحجه ۱۶۹ قمری که به یوم فخ معروف است، در زمان هادی خلیفه عباسی در فخ، در شش مایلی مکه عده زیادی از علویان به جهت قیام بر خلیفه کشته شدند.
از محمد تقی، امام نهم شیعیان روایت شده‌است:
هیچ روزی بر علویان بعد از روز کربلا سخت‌تر و مصیبت بارتر از یوم فخ نبوده‌است.
این قیام با قیام محمد ابن عبدلله نفس زکیه و برادرش ابراهیم، که دو تن از ائمهٔ زیدیه بودند، در ۱۴۵ مرتبط بود چرا که علویان قیام‌کننده در ۱۶۹ ارتباط نزدیکی با قربانیان قیام ۱۴۵ داشتند؛ از دیگر سو، اگر سخنانی را که رهبر قیام به پیروانش می‌گفت را کلمه به کلمه بررسی کنیم، می‌بینیم که باید اوج یکی از جنبش‌های اجتماعی باشد که طالبین از آن حمایت کردند.
پیشوای قیام کنندگان، حسین بن علی بن حسن مثلث، معروف به صاحب فخ، نبیرهٔ حسن مجتبی (امام دوم شیعیان) و امام آن زمان زیدیان بوده‌است. حسین بن علی و یاران او، به علت مزاحمتی که نایب حاکم مدینه برای آن‌ها فراهم آورده بود، شوریدند و بر مدینه مسلط شدند و با ۳۰۰ تن روی به مکه نهادند. نبرد در روز ۸ ذی‌الحجه (روز ترویه؛ روزی که حجاج مراسم حج تمتع را آغاز می‌کنند) در پای کوه البارود در فخ درگرفت.
در آن سال عده‌ای از عباسیان، از آن جمله عباس بن محمد و سلیمان بن ابی جعفر و موسی بن عیسی، به حج رفته بودند. این دسته با سواران خود به مقابله علویان شتافتند و در فخ به آن‌ها رسیدند. عباس بن محمد به حسین بن علی، در صورت تسلیم، امان داد، ولی حسین قبول نکرد. میان عباسیان و علویان جنگ درگرفت و بیش از صد تن از علویان کشته شدند. پیکرهای آن‌ها سه روز دفن نشده روی زمین مانده بود، رخدادی که به نبرد کربلا بی شباهت نبود.
در خروج علویان فخ دو تن از بزرگان علویان؛ حسن بن جعفر بن حسن و موسی کاظم (امام هفتم شیعیان)، با آن‌ها موافقت نکردند.

## پیامدها
پس از شکست قیام فخ، دعوت زیدیه تا حدودی شکل سرّی به خود گرفت و این مسئله موجب مهاجرت زیدیان به مرزهای فیزیکی (و فکری) جهان اسلام شد. از جمله یحیی بن عبدالله که با وجود پیشکسوتی خودش بین حسنیان از قیام حسین بن علی حمایت کرده بود. یحیی بن عبدالله، برادر محمد ابن عبدلله نفس زکیه، که در قیام صاحب فخ شرکت داشت و پس از قتل صاحب فخ در خفا می‌زیست، برای درامان‌ماندن از مکر و کشتار عباسیان، به طرف شرق رهسپار و ابتدا وارد طبرستان شد و چون حاکم آنجا از او حمایت نکرد، به دیلمان رفت. او اولین فرد علوی بود که به دیلم پای گذاشت. حضور یحیی مسلماً در اسلام‌آوردن عده‌ای از مردم دیلم مؤثر بود. مُحلّی می‌گوید: «یحیی در دیلم مسجدی بنا کرد که اولین مرکز و پایگاه دین اسلام در آن سرزمین محسوب می‌شود.» او پس از چندی با دعوت به امامت خود در صدد تأسیس دولتی زیدی در آن سامان برآمد. هارون الرشید در سال ۱۷۶ قمری حرکت او را سرکوب کرد و یحیی زندانی شد و در نهایت در زندان هارون درگذشت.
ادریس بن عبدالله ابن حسن مثنی، برادر دیگر محمد بن عبدالله، موفق به فرار شد و به مصر پناه برد و از آنجا تا مغرب دور شد. در مورد دعوت ادریس به امامت آورده شده که او در یک مرحله داعیِ امامت برادرش، محمد نفس زکیه و در مرحله بعد داعی حسین فخّی و در مرحله سوم داعی برادر دیگرش یحیی بود، و در نهایت وقتی خبرِ سرانجام کارِ یحیی به او رسید، دعوت به خود کرد و برای تأسیس دولت به «طنجه» رفت و پایه‌گذار اولین دولت زیدیه به نام ادریسیان شد و با نام ادریس اول حکومت کرد.
یک پیامد شایان توجه قیام فخ، انتقال رهبری جنبش به یحیی بن عبدالله بود که در خاندان صادق تربیت یافته بود و مؤید آیین مذهبی (و احتمالاً) دکترین‌های مذهبی بود که امروزه با زیدیهٔ جارودی مرتبط دانسته می‌شود. در دو دهه بعد یحیی بر مخالفت شدید پیروان کوفی اش غلبه کرد و توانست زیدیه را در سوی جارودی هدایت کند.

## مراثی
پیکرهای آن‌ها سه روز دفن نشده روی زمین مانده بود، این رخداد به شعرا یک تم محرک برای مرثیه‌هایشان داد.
نمونه‌هایی از مراثی که دربارهٔ صاحب فخ گفته‌اند در مقاتل الطالبین اثر ابوالفرج اصفهانی آمده‌است:
از مراثی که دربارهٔ صاحب فخ گفته‌اند به روایت احمد بن سعید از یحیی بن حسن علوی، قول عیسی بن عبدالله‌است که گوید:
| فلابکین علی الحسین   |  | بعولة و علی الحسن    |
| و علی ابن عاتکة الذی |  | اثووه لیس بذی کفن    |
| تُرکوا بفخ غُدوة       |  | فی غیر منزلة الوطن   |
| کانوا کراما قُتِّلوا    |  | لا طائشین ولا جُبُن    |
| غسلوا المذلة عنهم    |  | غسل الثیاب من الدَرَن  |
| هُدِی العباد بجدهم     |  | فلهم علی الناس المِنن |

ترجمه
1. من برای حسین به آواز بلند می‌گریم و نیز بر حسن (بن محمد بن حسن مثنی)
2. و هم برای فرزند عاتکه (سلیمان بن عبدالله) که او را بی کفن در آنجا گذاردند.
3. آن‌ها را در صبحگاهی در سرزمین فخ - در جایی که وطن آن‌ها نبود - گذاردند.
4. آنان مردان بزرگواری بودند که جنبش کردند و در این جنبش نه سبک عقل بودند و نه ترسان.
5. آن‌ها آلودگی و چرکی خواری را از تن خود شستند، همچنان که چرکی لباس را می‌شویند.
6. بندگان خدا به وسیله جد ایشان هدایت یافتند و از این رو آن‌ها بر مردم منت‌ها دارند.

این اشعار که برخی آن‌ها را از داود بن عباس و برخی دیگر آن را از داود سلمی دانسته‌اند در مرثیه کشته شدگان فخ سروده شده‌است:
| یا عین إبکی بدمع منک مُنْهتنِ |  | فقد رأیتِ الذی لاقی بنو حسن |
| صرعی بفخ تَجر الریح فوقهم   |  | أذیالها وغوادی الدلج المزُن |
| حتی عفت أعظم لو کان شاهدها |  | محمد ذبَّ عنها ثم لم تُهن     |

ترجمه
1. ای دیده گریه کن با اشک ریزان خود که دیدی بنو حسن (فرزندان حسن مجتبی) چه دیدند! و چه بلایی بر سرشان آمد.
2. در سرزمین فخ روی زمین افتاده و باد دامن کشان بر آن‌ها می‌گذرد، و همچنین ابرهای رونده پرآب.
3. تا اینکه پوسیده شده‌استخوانهایی که اگر محمد آن‌ها را مشاهده می‌کرد از آن دفاع می‌کرد و مورد اهانت و خواری واقع نمی‌شد.[۱۲]